# Calm Air
Calm Air International Ltd. è una compagnia aerea regionale canadese con sede a Winnipeg mentre i suoi hub principali sono l'Aeroporto Internazionale di Winnipeg-James Armstrong Richardson e l'Aeroporto di Thompson.
Oltre ad operare voli di linea opera anche voli charter e cargo. La compagnia ha una rete di destinazioni che si estende sul territorio settentrionale del Manitoba e sulla Regione di Kivalliq.

## Storia
La compagnia fu fondata nel 1959 da Carl Arnold Lawrence Morberg (1936-2005) e da sua moglie per servire la provincia canadese di Saskatchewan. Sembra che il nome si riferisse all'atteggiamento pacato della donna. La società ha iniziato le operazioni di volo a domanda nel 1960, anche se la registrazione come azienda legalmente intitolata al trasporto aereo avvenne solo due anni più tardi. I primi collegamenti regolari di linea furono inaugurati nel 1969.
Nel 1976 subentrava a Transair in una serie di collegamenti locali e iniziava anche a servire i Territori del Nord-Ovest (N.W.T.). Nel 1981 la società iniziò ad operare molte rotte della Lamb Air, la quale cessò nello stesso anno. Dall'autunno 1986 fino al termine del 1987 Calm Air volò nell'ambito del programma "Pacific Western Spirit". Ancora nel 1987, Canadian Airlines acquistava il 45% dell'azienda che, quasi inevitabilmente, dal 1° gennaio 1988, aderiva al marchio consortile "Canadian Partner".
In un momento successivo la società si è trasformata in una finanziaria che controlla varie attività, prima tra tutte la ribattezzata Calm Air international.
L'8 aprile del 2009 Calm Air è stata acquistata dalla Exchange Income Corporation che controlla anche Perimeter Aviation, Provincial Airlines, Bearskin Airlines, Custom Helicopters e Keewatin Air. Con questo solido protettore il futuro della società sembra assicurato.

## Accordi commerciali
A marzo 2020 la società aveva accordi di codeshare con le seguenti aerolinee:
- Canadian North
- First Air

## Flotta

### Flotta attuale

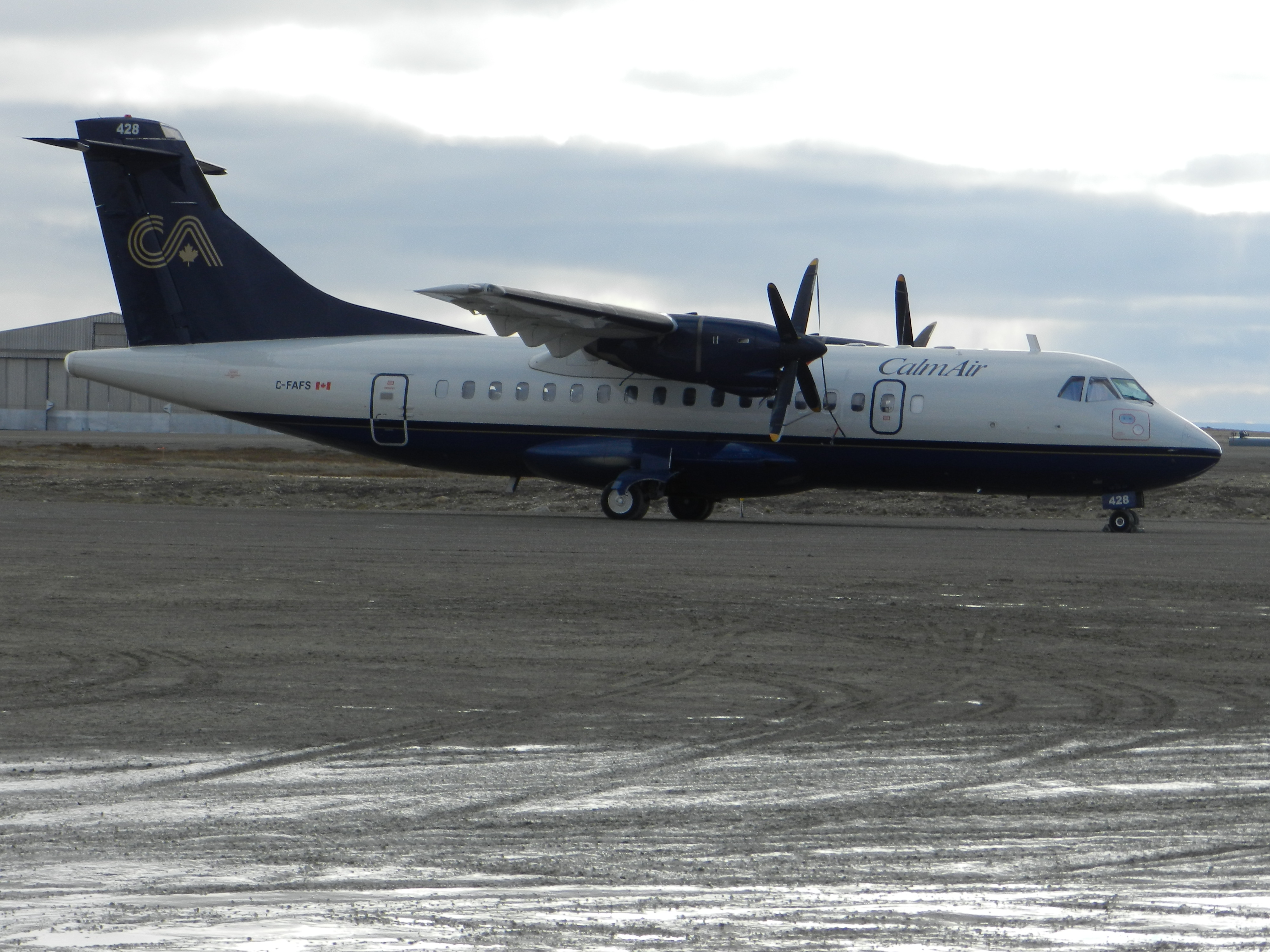
Un ATR 42-300.

Ad ottobre 2024 la flotta risultava composta dai seguenti tipi di aerei:

### Flotta storica

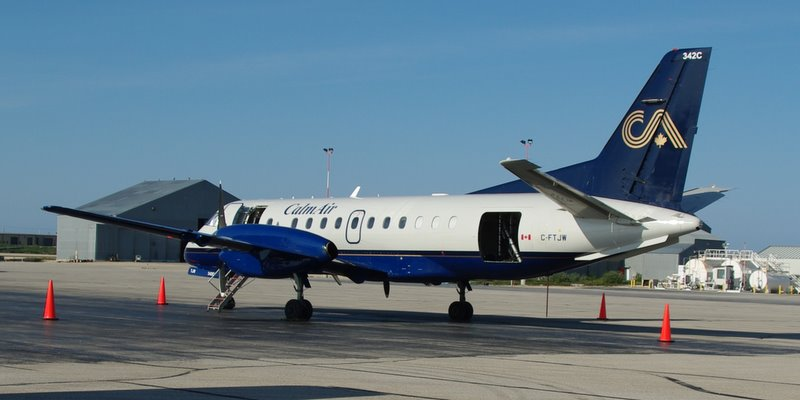
Un Saab 340B.

Nel corso degli anni, Calm Air e Calm Air Int. hanno operato con i seguenti tipi di aerei:
- British Aerospace BAe 748
- Beechcraft 18
- Beechcraft "King Air"
- Cessna 208 "Caravan"
- De Havilland Canada DHC 2 "Beaver"
- De Havilland Canada DHC 3 "Otter"

- De Havilland Canada DHC-6 Twin Otter
- Douglas DC 3
- Douglas DC 4 tutto-merci
- Saab 340B
- Shorts SC.7 "Skyvan"